# Красный Лог (Аннинский район)
Красный Лог — посёлок в Аннинском районе Воронежской области России.
Административный центр Краснологского сельского поселения.

## Население
| 2000 | 2005 | 2010 |
| ---- | ---- | ---- |
| 394  | ↘382 | ↘242 |

## География

### Улицы
- ул. Булгакова,
- ул. Коммунальная,
- ул. Ленинская,
- ул. Пролетарская,
- ул. Советская.